# Chungcheong Bắc
Chungcheongbuk-do (Bắc Chungcheong, âm Hán-Việt: Trung Thanh Bắc Đạo) là tỉnh nằm giữa Hàn Quốc. Tỉnh này được thành lập năm 1896 từ phần phía nam của tỉnh trước đây là Chungcheong, vẫn còn là một tỉnh của phân chia năm 1945, và trở thành một phần của Hàn Quốc. Thủ phủ của đạo là Cheongju (Thanh Châu).

## Địa lý
Tỉnh này thuộc vùng Hoseo, được bao bọc bên phía Tây bởi tỉnh Nam Chungcheong, phía bắc bởi tỉnh Gyeonggi và tỉnh tự trị đặc biệt Gangwon, về phía nam bởi tỉnh tự trị đặc biệt Jeollabuk, và phía đông bởi tỉnh Gyeongsangbuk. Tỉnh Chungcheongbuk là tỉnh duy nhất của Hàn Quốc không tiếp giáp biển. Tỉnh này phần lớn là núi non, với Dãy núi Noryeong ở phía bắc và Dãy núi Sobaek ở phía đông.

## Phân chia hành chính
Chungcheongbuk-do được chia ra làm 3 thành phố và 8 huyện. 

### Các thành phố
| - Cheongju (청주 Thanh Châu - thủ phủ) | - Chungju (충주 Trung Châu) | - Jecheon (제천 Đê Xuyên) |

### Các quận
| - Boeun (보은 Báo Ân) - Jincheon (진천 Trấn Xuyên) - Danyang (단양 Đơn Dương) - Eumseong (음성 Âm Thành) | - Jeungpyeong (증평 Tằng Bình) - Goesan (괴산 Hòe Sơn) - Okcheon (옥천 Ốc Xuyên) - Yeongdong (영동 Vĩnh Đồng) |

## Tôn giáo
Tôn giáo ở Chungcheong Bắc (2005)
Theo điều tra dân số năm 2005, dân số của Chungcheong Bắc 25% theo Kitô giáo (15.1% Tin Lành và 9.9% Công giáo) và 23.8% theo Phật giáo. 51.2% dân số phần lớn không theo tôn giáo hoặc theo chủ nghĩa Muism và các tôn giáo bản địa khác.